# Pesquisa de marketing
A pesquisa de marketing tem por objetivo a coleta de dados e informações sobre determinado mercado, que de certa forma auxiliem nas tomadas de decisão, e no exercício de um papel proativo na administração. O plano de marketing é desenvolvido de acordo com informações que geralmente têm sua origem nos resultados obtidos por meio desta pesquisa.
De acordo com a American Marketing Association apud McDaniel e Gates (2006, p.8), “A pesquisa de marketing é a função que liga o consumidor, o cliente e o público ao “marqueteiro” por meio de informações – informações estas utilizadas para identificar e definir oportunidades e problemas de marketing; gerar, aperfeiçoar e avaliar ações de marketing; monitorar o desempenho do marketing, e melhorar a compreensão do marketing como um processo. A pesquisa de marketing especifica as informações necessárias para abordar essas questões; formula o método para a coleta de informações; administra e implementa o processo de coleta de dados; analisa os resultados, e comunica as descobertas e suas implicações.”
Ainda conforme McDaniel e Gates (2006, p.12), “A administração proativa altera o mix de marketing para se encaixar aos novos padrões emergentes nos ambientes econômicos, sociais e competitivos, ao passo que a administração reativa espera a mudança causar um grande impacto na empresa para só depois agir”.
Ou seja, no caso de uma pequena empresa, esse grande impacto pode ser fatal para o negócio, levando a falência. Daí a importância da pesquisa de marketing, e o constante planejamento.

## Etapas da Pesquisa de Marketing
Segundo Kotler (2006, p.100) o processo de pesquisa de marketing é constituído por 6 etapas, sendo elas:
• Definição do problema, das alternativas de decisão e dos objetivos da pesquisa: que consiste no levantamento de um possível problema/oportunidade, buscando alternativas, e por fim, definir o objetivo da pesquisa com base nas questões anteriores. O levantamento do problema/oportunidade é de extrema importância para que o pesquisador compreenda as reais necessidades que devem ser examinadas.
• Desenvolvimento do plano de pesquisa: diz respeito ao desenvolvimento de um plano que seja eficiente na coleta dos dados necessários que possam atender ao problema/oportunidade especifico da pesquisa, de acordo com os recursos disponíveis. As fontes de informações podem ser obtidas por pesquisas que reúnam dados primários (são dados que serão coletados para uma finalidade específica ou para um projeto específico de pesquisa) ou secundários (são dados que já foram coletados para outra finalidade e podem ser encontrados em algum lugar). Geralmente, os pesquisadores iniciam a investigação por meio dos dados secundários para observar se o problema pode ser solucionado parcial ou totalmente sem o custo de coletar dados primários. Quando esses dados não são suficientes, ou não apresentam resultados confiáveis, o investigador tem de coletar dados primários, que é o que ocorre com a maioria das pesquisas de marketing. Com o objetivo de formar uma ideia sobre determinado tópico, e assim, desenvolver um instrumento de pesquisa aperfeiçoado, os dados primários podem ser coletados de 5 maneiras, sendo elas, a pesquisa por observação, pesquisa por discussão de grupo, levantamentos, dados comportamentais e pesquisa experimental.
• Coleta de informações: esta etapa é a mais sujeita a erros, pois depende da colaboração dos entrevistados, que, além disso, podem dar respostas tendenciosas e não sinceras. Desta forma, a aplicação do questionário deve ser feita da melhor forma possível, e o entrevistador deve agir de forma imparcial.
• Análise das informações: o pesquisador tabula os dados nesta etapa, com o objetivo de interpretar os dados coletados e tirar conclusões. Diversas formas de análise podem ser utilizadas, sendo assim, esta decisão fica a critério do pesquisador.
• Apresentação dos resultados: consiste na elaboração de relatórios com dados sobre a pesquisa, apresentando a metodologia empregada, e a conclusão. Esta apresentação servirá como base para tomadas de decisão.
• Tomada de decisão: a avaliação da pesquisa de marketing é muito importante, e quem a faz, deve saber que informações procurar. Por meio das respostas obtidas, o solicitante deve tomar um posicionamento, se deve ou não continuar com o projeto.

## Tipos de Pesquisa de Marketing
Existem várias maneiras de se classificar os tipos de pesquisa de marketing. A classificação adotada neste artigo considera primeiramente os objetivos e grau de estruturação da pesquisa e em seguida, a natureza do relacionamento entre as variáveis estudadas resultando na seguinte composição:
Pesquisa de Marketing: pode ser Exploratória ou Conclusiva
Pesquisa Conclusiva: pode ser Descritiva ou Explicativa (Causal)
• Pesquisa Exploratória: Fornece conhecimento sobre um tema desconhecido. Gera hipóteses. Utiliza fontes secundárias, estudos de casos, experiências, observações informais, livros.
• Pesquisa Conclusiva: Possui procedimentos bem estruturados; as questões, hipóteses e objetivos são claros:
• Pesquisa Descritiva: Provê dados sobre características de grupos.Identifica relações entre variáveis sem interferir no fenômeno observado. Pode ser uma pesquisa evolutiva, como por exemplo, os painéis, e pode ser ocasional, como a pesquisa Ad Hoc, que procura respostas para problemas específicos e pontuais. A pesquisa descritiva utiliza ferramentas como questionários, entrevistas e discussões de grupos conduzidas por um moderador (focus group).
• Pesquisa Explicativa (ou Pesquisa Causal): Mede a intensidade de um fenômeno ocorrido e suas causas. Testa hipóteses, a partir de um projeto experimental, com o propósito de captar relações de causa e efeito e eliminar contradições e hipóteses alternativas que possam prejudicar os resultados. No marketing, as pesquisas explicativas mais freqüentes são os Testes de Mercado.